# Публий Сервилий Вация
Вижте пояснителната страница за други личности с името Вация.
Публий Сервилий Вация Исаврик (на латински: Publius Servilius Vatia Isauricus; * 134/ 130 пр.н.е.; † ранното лято на 44 пр.н.е.) е политик на късната Римска Република.
Той е от плебейския род на Сервилиите, клон Вация. Син е на Гай Сервилий Вация и Цецилия Метела, дъщеря на Квинт Цецилий Метел Македоник (консул 143 пр.н.е.).
Около 98 пр.н.е. той е народен трибун. Около 90 пр.н.е. е претор и управител на Сардиния или Киликия, такъв е и като пропретор 89 пр.н.е. През 88 пр.н.е. празнува триумф и не успява да стане консул за следващата година, въпреки подкрепата на Сула. Вместо това командва войските през 87 пр.н.е в Арминиум, докато е изгонен от популарите и се включва към Сула в Гърция. През Гражданската война 82 пр.н.е. е легат на Сула и побеждава в битката при Клузиум. През 79 пр.н.е. става консул.
От 78 до 74 пр.н.е. е проконсул на Киликия и се бори с пиратите. Според Флор (3,6) той е първият римлянин, който пресича Тавър. След победата му над исаврите му се дава почетното име Исаврик. Той празнува втори Триумф през 74 пр.н.е.
От 76 пр.н.е. Сервилий е Понтифекс. Възрастен, вече през 55/54 пр.н.е. е цензор (заедно с Марк Валерий Месала Нигер). Той умира през ранното лято на 44 пр.н.е. Неговият син Публий Сервилий Исаврик e римски консул 41 пр.н.е. и баща на Сервилия (годеница на Октавиан Август).